# Ficus chocoensis
Ficus chocoensis är en mullbärsväxtart som beskrevs av Armando Dugand. Ficus chocoensis ingår i släktet fikonsläktet, och familjen mullbärsväxter. Inga underarter finns listade i Catalogue of Life.